# Kömörő
Kömörő là một thị trấn thuộc hạt Szabolcs-Szatmár-Bereg, Hungary. Thị trấn này có diện tích 16,37 km², dân số năm 2010 là 534 người, mật độ 33 người/km².